# 迭戈·赛瓦内
迭戈·赛瓦内，全名迭戈·赛瓦内·佩雷斯（Diego Seoane Pérez，1988年4月26日—）。他是一名西班牙足球运动员，生于加利西亚自治区城市欧伦塞。他是拉科鲁尼亚青训体系培养出来的后卫球员，曾经入选西班牙U21，但没有出场记录。